# Cymatonycha
Cymatonycha är ett släkte av skalbaggar. Cymatonycha ingår i familjen långhorningar.
Kladogram enligt Catalogue of Life:
| Cymatonycha | \| \| Cymatonycha castanea \| \| \| \| \| \| Cymatonycha fasciata \| \| \| \| \| \| Cymatonycha meridionalis \| \| \| \| |
|             | \| \| Cymatonycha castanea \| \| \| \| \| \| Cymatonycha fasciata \| \| \| \| \| \| Cymatonycha meridionalis \| \| \| \| |
|             | Cymatonycha castanea |
|             | |
|             | Cymatonycha fasciata |
|             | |
|             | Cymatonycha meridionalis                                                                                                 |
|             | |